# Теракты в Бейруте 12 ноября 2015 года
Террористические акты в Бейруте произошли 12 ноября 2015 года в районе Бурдж-аль-Бараджне, большинство населения которого составляют шииты. В теракте погибло 43 человека, 240 человек получили ранения. Предварительной причиной теракта является месть за участие «Хезболлы» в борьбе с Исламским государством. Международные наблюдатели видят в терактах признаки расширения зоны действий ИГ в Ливане. Данный теракт стал самым кровавым в Бейруте за последнее время.

## Взрывы
Три террориста передвигались на скутерах, совершили остановку на площади Айн-эс-Сикка, где расположена мечеть и торговый центр «Аль-Мансур». Два взрыва террористов-смертников произошли в торговом районе Бейрута Бурдж аль-Баражне, который контролируется организацией Хезболла. Первый взрыв произошёл возле мечети шиитов, а второй — внутри находящейся по соседству булочной. По некоторым данным, должен был произойти и третий взрыв, но террорист-смертник был вовремя обезврежен. Погибли более 40 лиц, в том числе и один из лидеров Хезболла Абу Мурдата.

## Ответственность
Ответственность за взрывы взяло на себя Исламское государство.

## Расследование
В ходе операции ливанскими спецслужбами арестованы семеро граждан Сирии и двое граждан Ливана, один из которых является террористом-смертником. На квартире, где проживали организаторы теракта, силовики нашли пояса смертников. Глава МВД Ливана Нухад Машнук отметил, что есть информация о пятерых террористах-смертниках, которые готовились совершить ряд терактов в Бейруте.
26 ноября 2015 года в ходе спецоперации Сирийской арабской армии и движения Хезболла был убит один из организаторов теракта, который был ответственен за транспортировку террористов, совершивших теракт.
13 декабря 2015 года в Ливане был арестован террорист Биляля аль-Баккара, главарь ливанской диверсионной ячейки Исламского государства, который спланировал взрывы.

## Реакция
Соболезнования в связи с террористическими актами выразили официальные представители ряда стран, в том числе Чехии, Франции, Ирана, Италии, Кувейта, Катара и США.
Президент России Владимир Путин направил председателю палаты депутатов Ливана Набиху Берри телеграмму с соболезнованиями.
Пример-министр Ливана Таммам Салам заявил, что подобным действиям нет никаких оправданий, и призвал сограждан «к бдительности, единству и солидарности перед происками сил, пытающихся разжечь в стране междоусобицу». Глава правительства выразил соболезнования семьям погибших, подчеркнув, что «эта трагедия должна послужить импульсом для политиков к скорейшему преодолению разногласий и способствовать выходу страны из затяжного кризиса, необходимо укрепить внутренний фронт перед натиском терроризма, который нацелен на Ливан».
Проживающие в Бурдж-эль-Бараджне активисты шиитской партии «Хезболла» заявили, что не намерены отказываться от борьбы с Исламским государством. «То, что произошло здесь, является преступлением … Это борьба против террористов будет продолжаться, и это долгая война между нами».
13 ноября в Ливане был объявлен днём траура.